# Federacja Kolejowców Polskich
Federacja Kolejowców Polskich, jedna z działających w okresie międzywojennym w środowisku pracowników kolejowych organizacji związkowych, powstała w 1929. Związana z ruchem syndykalistycznym. Określana też była jako organizacja prorządowa. W ostatnim okresie skupiała członków w 128 kołach i 56 placówkach.

## Prezesi
- 1935 - Mieczysław Szwarczewski[2]
- 1936[3]-1939 - Karol Jelonek

## Media
Organem związku był mies. Kolejarz w Ruchu Syndykalistycznym z siedzibą redakcji w Katowicach (1931), następnie Front Kolejowy/Kolejowy Front Robotniczy z redakcją w Warszawie (mies. 1932-1939, dwutyg. od 1935).

## Siedziba
Siedziby związku mieściły się przy ul. Chmielnej 27 (1936) oraz przy Wspólnej 56 (1939).